# パペッティア (職業)

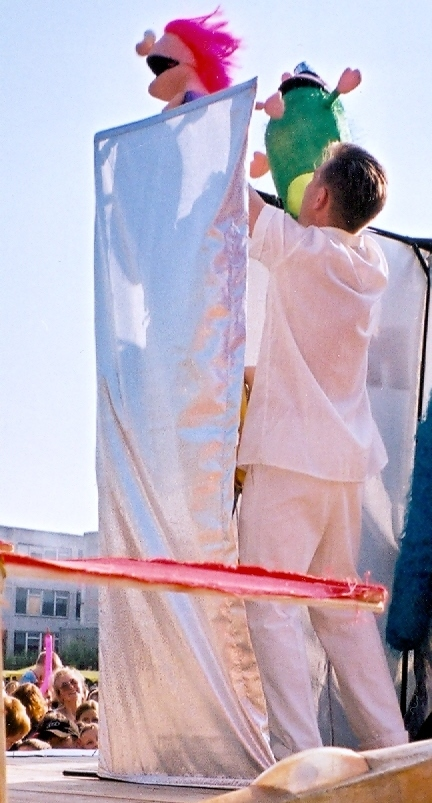
手にはめた人形を操作するパペッティア

パペッティア（英語：puppeteer）は、パペットという操作できる動物など様々な形状の人形を生きているように操作する人間のことである。操り人形師、人形使い、puppet operator ということもある。
パペットは、ひもで操作できるマリオネットや腹話術人形など操作可能な人形の総称である。パペッティアがひも、棒、ワイヤー、電子機器を使用して、間接的に人形を操作するか、自分の手を直接操り人形に入れて操作する。人形によっては複数人で操作する。

## 著名なパペッティア
日本
平安時代に人形を使った芸を行う集団傀儡子（くぐつし、くぐつ、かいらいし、くぐつまわし）が誕生した。16世紀にえびす神社の総本社西宮神社を本拠地とする夷舁き（えびすかき）、夷舞（えびすまわし）がえびす神の普及として宮廷などで人形劇を行った。夷舁きが三味線などを取り入れ披露するようになり、これが人形浄瑠璃文楽の源流になったとされる。
- 人形浄瑠璃文楽の人形遣い一覧
- いっこく堂
- パペットマペット
- 持永只仁 - 粘土細工の人形などを少しずつ動かした静止画をアニメーションのように表示する人形アニメーションというジャンルを開拓した。

外国
- ドン・オーステン（英語版） - 『スター・ウォーズ エピソード1/ファントム・メナス』、『ラビリンス/魔王の迷宮』に関わる。
- エドガー・バーゲン（英語版） - アメリカの腹話術師
- ケビン・クラッシュ - 『セサミストリート』のエルモ役などがある。2011年には彼を追ったドキュメンタリー映画『セサミ・ストリートへ愛を込めて ～エルモに命を吹き込んだ人形師（英語版）』が製作された。2013年からは Ryan Dillon にエルモ役を譲った。
- ポール・フスコ (人形師)（英語版） - テレビドラマ『アルフ』の声と動きを担当した。
- ジム・ヘンソン - アメリカテレビ史の重鎮人形師。『セサミストリート』などに登場するカエルのカーミットなどを担当した。
- リチャード・ハント (人形使い)
- マックス・ジャコブ
- エリック・ジェイコブソン - 『セサミストリート』（バート、グローバー、オスカー、クッキーモンスター他）『マペット』（ミス・ピギー、フォジー、アニマル、サム、他）

イギリス
- ジェリー・アンダーソン - スーパーマリオネーションという人間側の声に合わせて人形の口と表情が動くような電子制御技術を確立させた。『サンダーバード』、『宇宙船XL-5』などの製作に関わる。
- John Michael Blundall - 日本の文楽やロシアの人形劇から人形制作と操作技法を学び、数多くの人形劇団体の会長職を務めた。『サンダーバード』のパーカーが有名[4]。

アジア
- 陳錫煌（中国語版） - 台湾の人形劇である布袋戯の演者。伝統芸能と伝統工芸の両分野で人間国宝の称号を持ち、台湾行政院文化賞などの賞を授与されている。ドキュメンタリー映画『台湾、街かどの人形劇』などになった[5]。
- 黃奕缺 - 中国の人形劇団体等で会長職をするほか、国家を代表する芸能人である国家一級演員（中国語版）に名を連ねる人形使いであり人形製作も行う[6][7]。

## 関連団体
- UNIMA（英語版）(Union Internationale de la Marionnette ) - 人形劇関係者の国際団体。国際人形劇連盟。
- International Ventriloquist Society - 国際腹話術師協会
- JVA（日本腹話術師協会）
- 日本パペットセラピー学会